# Davide Galimberti
Davide Galimberti (Varese, 19 aprile 1976) è un politico italiano, sindaco di Varese dal 21 giugno 2016.

## Biografia
Dopo aver conseguito la maturità classica al Liceo Ginnasio Ernesto Cairoli di Varese, si è poi laureato alla facoltà di giurisprudenza all'Università degli Studi dell'Insubria, dove ha conseguito inoltre un dottorato di ricerca in Diritto amministrativo con una tesi sulla "Responsabilità della pubbliche amministrazioni". Intraprende così la carriera accademica diventando docente ordinario di Giustizia amministrativa.
Ha una moglie e due figli: Stefano e Matteo, che vivono a Varese.

### Carriera politica

#### Primi anni
Iscritto all’ANPI di Varese, sin da giovane s'impegna in politica nell'area del centro-sinistra, arrivando infine ad aderire al Partito Democratico.

#### Sindaco di Varese
Dopo essere stato scelto come candidato del centrosinistra tramite un turno di elezioni primarie, nel 2016 concorre alla carica di Sindaco di Varese col sostegno del PD, di Cittadini per l'Italia e di tre liste civiche (Varese 2.0, Progetto Concittadino e Lista Davide Galimberti).
Al primo turno ottiene il 41,95% dei voti, accedendo al ballottaggio contro Paolo Orrigoni, arrivato al 47,10%, candidato indipendente sostenuto da una coalizione di centrodestra formata da Lega Nord, Forza Italia, Fratelli d'Italia, Area Popolare, Il Popolo della Famiglia e le liste civiche Lista Paolo Orrigoni Sindaco e Movimento Libero. Il risultato si ribalta al secondo turno, ove Galimberti ottiene il 51,84% dei consensi e conquista la poltrona di primo cittadino.
È il primo sindaco di Varese non riconducibile alla Lega Nord dal 1993 e il primo sindaco di centro-sinistra dai tempi di Luciano Bronzi nel 1992.
Ricandidatosi nel 2021 con una coalizione leggermente più allargata, comprendente PD, Movimento 5 Stelle, Partito Socialista Italiano, Europa Verde e altre liste minori, partitiche e apartitiche, viene riconfermato alla carica di primo cittadino, battendo al ballottaggio il candidato di centrodestra Matteo Luigi Bianchi con il 53,20%.